# Mads Brügger
Pour les articles homonymes, voir Brügger.
Mads Brügger est un journaliste danois né le 24 juin 1972. Il est connu pour ses documentaires filmés aux États-Unis, en Corée du Nord, ou en République centrafricaine. Il a aussi présenté des talk-shows à la télévision danoise.
Pour son documentaire The Ambassador, il va acheter une accréditation en tant que consul du Liberia en Centrafrique et infiltrer les trafics de diamants dans cette région d'Afrique.
À la suite de cette enquête, le Liberia l'a accusé d'avoir nui à l'image du pays à l'étranger et l'a poursuivi en justice. À ce jour, aucune demande d'extradition n'a été exprimée de manière formelle auprès du gouvernement danois.
En 2019, il sort le documentaire Cold Case Hammarskjöld sur l'accident du DC-6 des Nations unies à Ndola.